# Sit de Botteri
El sit de Botteri (Peucaea botterii) és una espècie d'ocell americana pertanyent a la família dels passerèl·lids (Passerellidae). Habita zones àrides i semiàrides des del sud dels Estats Units fins al nord de Costa Rica.
El nom científic de l'ocell honra l'ornitòleg italià Matteo Botteri (1808-1877), qui va fer estudis a Mèxic.

## Descripció
Ocell força gros amb cap pla i bec llarg. En general és de color marró apagat amb ratlles més fosques a l'esquena; patró de cap subtil amb la corona i la línia dels ulls una mica més fosques. Principalment una espècie mexicana amb dues poblacions, ambdues amb prou feines entren als EUA; els exemplars de la zona occidental són més brillants que els orientals. Prefereix pastures amb alguns arbustos. Tímid, però es posa de manera visible quan canta. Similar al sit de Cassin però aquest últim no té el cap tant pla, el bec tant llarg ni la línia ocular i el cant també és diferent.

## Taxonomia
HBW i BirdLife i Clements checklist reconeixen nou subespècies dividides en dos grups:

#### Grup boterii
- P. b. arizonae (Ridgway, 1873) sud-oest d'USA i nord-oest de Mèxic.
- P. b. texana (Phillips, 1943) centre sud d'USA i nord-est de Mèxic.
- P. b. goldmani (Phillips, 1943) oest de Mèxic.
- P. b. botterii (Sclater, 1858) centre i sud de Mèxic.
- P. b. mexicana (Lawrence, 1867) terres altes del centre de Mèxic.

#### Grup petenica
- P. b. petenica (Salvin, 1863) sud-est de Mèxic, Belize i nord de Guatemala.
- P. b. spadiconigrescens (Howell,1965) Hondures i nord-est de Nicaragua.
- P. b. vantynei (Webster, 1959) centre de Guatemala.
- P. b. vulcanica (Miller & Griscom, 1925) oest de Nicaragua i nord-oest de Costa Rica.

Tanmateix, l'IOC, l'ITIS Howard & Moore inclouen P. b. mexicana dins la subespècie nominal P. b. botterii (Webb & Bock 2012).